# Beke (Warnow)
Die Beke ist ein linker Nebenfluss der Warnow im Landkreis Rostock des Landes Mecklenburg-Vorpommern.

## Beschreibung
Die Quelle der Beke liegt am nördlichen Rand des verlandeten Neukirchener Sees. Dieses Feuchtgebiet wird durch Gräben aus südlicher Richtung gespeist. In der Nähe von Reinstorf mündet von links die Kleine Beke in die Beke ein. Auf dem Weg nach Nordosten passiert sie die Dörfer Klein Belitz und Groß Belitz. Südlich eines Waldstückes rund um den Dachsberg mündet der Waidbach in die Beke. Von dort schlägt sie eine östliche Richtung ein. Zwischen Bröbberow und Groß Grenz verläuft der Fluss in südöstlicher Richtung. Nach dem Durchqueren der westlichen Stadtteile von Schwaan mündet die Beke nördlich des Stadtkerns in die Warnow.